# Equitació

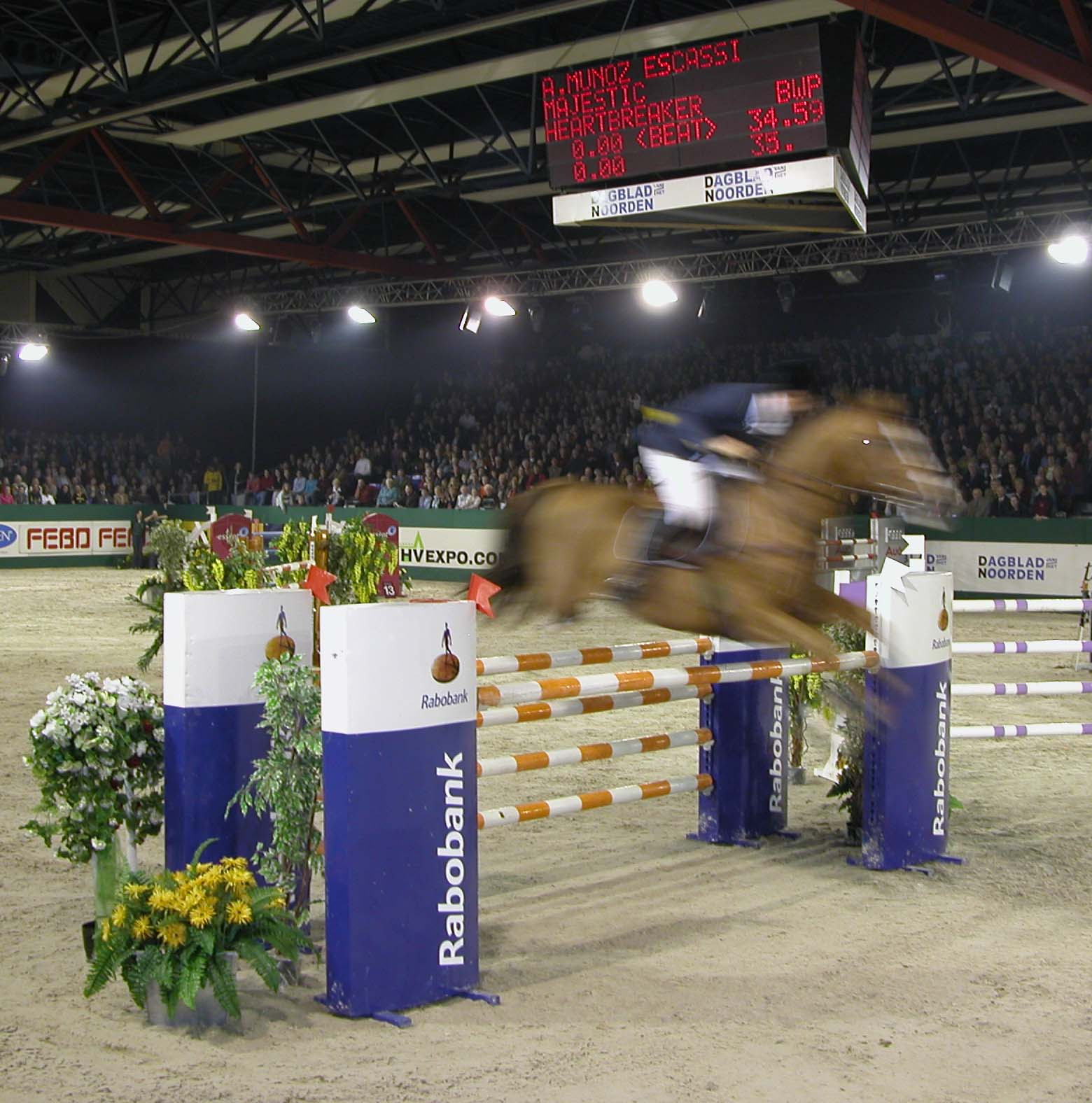
Concurs Internacional de salt a cavall

L'equitació és l'art de mantenir el control precís sobre un cavall, així com les diferents maneres de manejar-lo. L'equitació implica també els coneixements per a cuidar cavalls i l'ús de l'equip apropiat anomenat aparell. Aquests equips són essencials en el moment de muntar un cavall, ja que amb açò es té el control de l'animal.
Existeix un tipus d'equitació bàsica, on allò principal és aprendre a muntar, i un de més avançat, usat per a saltar, realitzar carreres, traginar bestiar, exhibició o equitació d'alta escola. L'equitació és un esport eqüestre que consisteix a mantenir el control precís sobre un cavall i requereix una molt bona cura i neteja de l'animal per part del genet.
Els cavalls s'utilitzen per a esports de competició, com el salt a cavall, ensinistrament o doma clàssica, concurs complet, salt alt, raid, trec, doma vaquera, enganxalls, volteig, polo, pato, horseball, curses a cavall i rodeo.
Els cavalls també es munten per als propòsits terapèutics, ja que el muntar a cavall en forma no competitiva millora la salut humana i el desenvolupament emocional. En algunes parts del món, encara els utilitzen per als propòsits pràctics com per exemple per a l'arada.
L'equitació de competició està regida per la Federació Eqüestre Internacional i és un esport olímpic des de 1900 en les disciplines de salt, ensinistrament i concurs complet d'equitació.

## Història
Durant mil·lennis, el cavall no va ser més que una peça de caça per a servir d'aliment a l'home prehistòric. La seua velocitat de galop no permetia abatre-li fàcilment amb els mitjans rudimentaris de llavors, però més tard l'astúcia i les emboscades preparades per l'home van permetre caçar els ramats de cavalls que queien sota els precisos colps dels caçadors. Després va sobrevenir un període de calma, perquè l'home nòmada es va tornar sedentari, pastor i agricultor, i el cavall, més lliure, va patir una transformació, i per raons inexplicables els ramats disminuïren, encara que les condicions de vida devien haver millorat.

Fins a la realització de fotografies seriades no es va poder saber si el cavall mantenia o no una de les potes quan anava al galop

En l'edat del bronze l'home s'adonà que el cavall podria convertir-se en un element utilitari i no solament en base del seu aliment. El cavall va començar a emprar-se com a element de treball. En la història de la humanitat, el cavall es va convertir en peça vital d'una nova era. Segons tots els indicis, el cavall no va tenir el seu origen a Europa, sinó que va ser importat d'algunes apartades regions orientals per a la seua utilització domèstica.
En l'edat antiga el cavall va ser utilitzat per a la guerra. Els principals exèrcits comptaven amb cavalleria, en aquesta època apareix el primer cavall famós en la història: Bucèfal, el cavall d'Alexandre Magne, capturat i només domat per ell. L'estrep probablement inventat en Xina va suposar una revolució en les arts eqüestres: el guerrer a cavall podia abornar més fàcilment amb la seua llança en rest o, especialment (com van fer els huns i mongols) disparar amb precisió fletxes des dels seus difícilment tensables arcs sense detenir-se en ple galop.
L'edat mitjana, època que van prendre gran prestigi els cavallers, es va caracteritzar per la cavalleria espanyola o "Escola de Cavallers" on s'entrenava als esmentats cavallers perquè actuaren en el combat. Després de molt temps, després de moltes batalles, es va generalitzar l'ocupació del corser en tornejos i jocs a cavalls per al temps de pau, per a l'entrenament en temps de guerra.
És en l'edat mitjana que sorgeixen dues formes de cavalcar típiques: la muntura a la brida (procedent de l'Orient) i la muntura a la gineta importada pels moros zenetes.
Naix així l'equitació com a esport. La primera escola d'equitació va ser fundada pel comte de Fiaschi en l'any 1539 en la ciutat Italiana de Ferrara, tot apunta que va ser la primera escola d'equitació com a esport de la qual es té notícia. Més endavant es van crear les escoles de la Brouve i La Baume, a França, i més tard l'Escola Espanyola d'Equitació de Viena, creada el 1572. I és a partir d'aquí que es va començar a parlar de l'equitació, no només com un esport sinó també com un art.
Des del 1973 Espanya compta amb la Reial Escola d'Art d'Equitació de Xerès, i actualment la doma i el salt són dos esports olímpics amb molta representació espanyola.
La cavalleria en l'estament militar tocava a la seua fi amb l'aparició de la cavalleria blindada durant la Primera Guerra Mundial (1914-1918), però van persistir les divisions de cavalleria en els exèrcits europeus i estatunidenc durant el període d'entreguerres (progressivament substituïdes per les blindades), i Polònia va ser l'últim estat que va utilitzar-la de forma sistemàtica a l'inici de la Segona Guerra Mundial (1939-1945) contra l'invasor alemany (encara que, contràriament a la creença popular, mai no va carregar contra els Panzer). Actualment, encara que existeixen militars que dominen l'art eqüestre, l'element civil imposa criteris propis i a ell li correspon bona part del ressorgiment competitiu en la pràctica eqüestre.

## Equip d'equitació

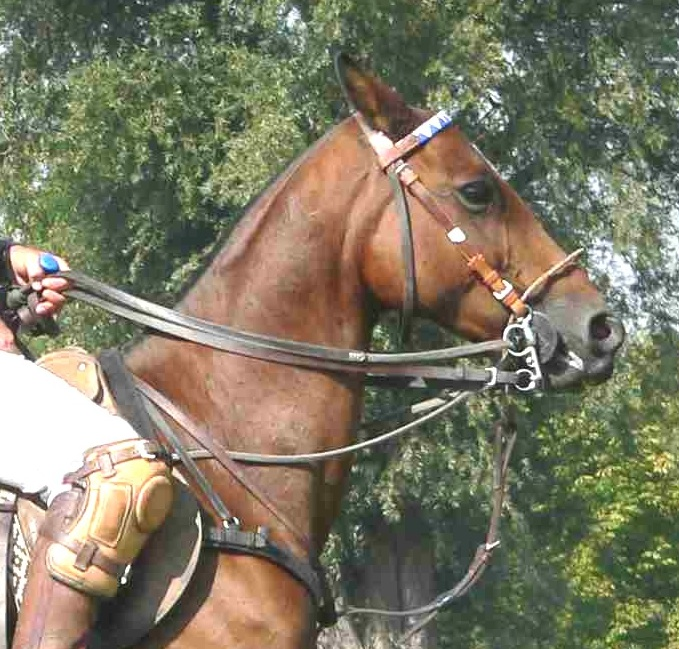
Detall d'una brida de polo

- Aparell: és com s'anomena globalment a tot el conjunt de l'equip. Tradicionalment, l'aparell se li posa al cavall pel costat esquerre o part de dins; el costat dret del cavall és la part de fora.
- Ronsal: s'utilitza per a controlar al cavall des del terra. Està format per unes corretges al voltant del cap de l'animal i un corda enganxada a aquestes per la part inferior per dirigir-lo (ramal).
- Brida: la brida comprèn un mos, la muserola, la testera, la frontalera, el sotagola, i les regnes, que s'usa per dirigir al cavall una vegada muntat.
- Sella o muntura: la cadira és una peça de cuir que se situa damunt del llom del cavall i té uns faldons (anomenats gambals) que s'estenen cap avall per ambdós costats de l'animal d'on s'hi repengen uns estreps, que s'utilitzen per repenjar-hi els peus del genet.

## Aires de marxa
La majoria dels cavalls tenen tres tipus naturals de passos o sèries de moviments de les potes: pas, trot i galop. Un tipus de galop més ràpid es denomina galop estès. Cadascun d'aquests passos requereix del genet una postura concreta.
- Pas: en el pas, el genet roman alçat en la cadira. El cavall camina en quatre temps.
- Trot: en el trot, si es munta a l'anglesa, el genet s'inclina un poc cap avant i es mou dalt i baix amb el pas del cavall; en l'estil vaquer, el genet es recolza en l'arçó del darrere i es manté assegut. En ambdós estils de muntar, el genet es manté assegut quan va a galop, però en el galop estès, quan es munta en cadira anglesa, adopta una posició en la qual la part superior del cos s'inclina cap avant i les natges s'eleven de la cadira mantenint-se en l'aire, el que es coneix com a posició de dos punts. El trot és en dos temps.
- Galop: el cavall va en un moment amb les seues quatre extremitats en l'aire. El cavall galopa en un temps per al genet. Cal distingir entre el galop curt i el llarg.

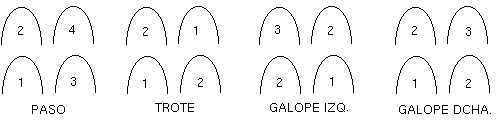
Seqüències del cavall

## Cavalls famosos
Al llarg de la història de les competicions han sorgit cavalls excepcionals que han passat a la història, bé per les seues increïbles qualitats físiques, bé per les circumstàncies que els han envoltat: "Secretariat" i "Shergar" són dos bons exemples. També està el millor cavall pura sang (Thoroughbred) del món en 2006 i 2007 el cavall argentí criat a l'Uruguai Invasor i en l'actualitat campions com Curling i la poltra Rags To Riches en Estats Units. En Argentina és molt conegut l'alatzà Forty Mirage, el qual va ser segrestat i demanaven un rescat proper als 200.000 dòlars; cavalls nascuts en aquest país com Yatasto, Mat Boy, Candy Ride i Invasor, entre d'altres, són reconeguts a nivell mundial. Entre els trotons destaca el cèlebre Niatross.
També s'han de tenir en compte a Fuego de Cárdenas i a Totilas.